# Thyenula armata
Thyenula armata es una especie de araña saltarina del género Thyenula, familia Salticidae. Fue descrita científicamente por Wesołowska en 2001.
Habita en Sudáfrica y Lesoto.